# 紫冠仙蜂鸟
紫冠仙蜂鸟（学名：Heliothryx barroti）是雨燕目蜂鸟科的一种鸟类。
紫冠仙蜂鸟体重约5.5克，翼长约63.8毫米，嘴峰长约21.9毫米，喙宽度约2.2毫米，喙厚度约2.2毫米，跗蹠长约4.5毫米，尾长约57毫米。紫冠仙蜂鸟在其分布区内为留鸟，其栖息在密集的高大树木组成的森林中，食性为草食性，主要食物来源是植物的花蜜。
紫冠仙蜂鸟分布于墨西哥东南部沿海地区至厄瓜多尔西南部埃尔奥罗省。该物种是单型物种，没有亚种分化。